# チヴィタヴェッキア
チヴィタヴェッキア（伊: Civitavecchia）は、イタリア共和国ラツィオ州ローマ県にある都市であり、人口約52,000人の基礎自治体（コムーネ）。ティレニア海に面し、「ローマの外港」と称される重要な港湾都市である。

## 名称
都市の名は「古代の街」を意味する。

## 地理

### 位置・広がり
ローマ県最北西部に位置しており、北にヴィテルボ県のタルクイーニアと隣接する。ヴィテルボから南東へ約45km、州都・首都ローマから西北西に約61kmの距離にある。港を中心とした半円状の市域を持つ。

#### 隣接コムーネ
隣接するコムーネは以下の通り。VTはヴィテルボ県所属。
- タルクイーニア (VT) - 北
- アッルミエーレ - 北東
- サンタ・マリネッラ - 南東

### 地勢
市域東部には、モンティ・デッラ・トルファ (it:Monti della Tolfa) から連なるモンテ・クッコ（Monte Cucco）が標高200mを越える丘陵を形成している。マランゴーネ川 (it:Marangone) が市域の南東、サンタ・マリネッラとの境界を流れている。

### 気候分類・地震分類
チヴィタヴェッキアにおけるイタリアの気候分類 (it) および度日は、zona C, 1085 GGである。
また、イタリアの地震リスク階級 (it) では、zona 3B (sismicità bassa) に分類される。

## 歴史

### 古代
現在のチヴィタヴェッキアの街は、古代にエトルリア人が暮らしていた場所に立っている。
この町にある港は、2世紀の初めにトラヤヌス帝によって整備された。小プリニウスは、107年に記した書簡に Centum Cellae と記している。この名の起源ははっきりしないが、皇帝のヴィラ（離宮）にあった100（Centum）の部屋と関連付けて説明される。 

### 中世・近世
その後、東ローマ帝国の支配下の拠点とったが、838年にはイスラム教徒（サラセン人）に占領された。その後、教皇領（教皇国家）の一部となった。インノケンティウス12世時代の1696年に自由港となった。

### 近代・現代
近代に入るとローマの外港として発達した。
1848年革命がイタリアに波及してローマ共和国が建国された際（イタリア統一運動参照）、介入したフランスによって1849年にチヴィタヴェッキアは占領されている。1859年にはチヴィタヴェッキアとローマを結んで、イタリア最初の鉄道路線とされるローマ＝チヴィタヴェッキア線（現在のピサ＝リヴォルノ＝ローマ線の一部）が建設されている。1870年、この町の教皇軍はイタリア王国の将軍ニーノ・ビクシオ (Nino Bixio) に町を明け渡した。
第二次世界大戦中には、チヴィタヴェッキアはしばしば爆撃を受け、市民の中から犠牲が出た。

### 日本との関わり
チヴィタヴェッキアは日本との関わりが深い。1615年には、慶長遣欧使節団の支倉常長らがチヴィタヴェッキアに上陸した。この縁で支倉常長が出発した地である宮城県石巻市と姉妹都市協定を結んでおり、支倉の銅像が建立されている。
また、日本二十六聖人を記念した日本聖殉教者教会がある。1864年に、支倉とゆかりのあるチヴィタヴェッキアで献堂されたものである。1950年代の再建時に内装を担当した宗教画家長谷川路可は、チヴィタヴェッキアの名誉市民になっている。また、東日本大震災の際には、この縁からチヴィタヴェッキアとフェラーリの両者が被災した石巻市に義援金を送っている。

## 経済・産業
チヴィタヴェッキア港は、中部イタリアと地中海の各地を結ぶ交通の結節点となっている。
また、漁業も盛んである。このほか、チヴィタヴェッキアには2つの火力発電所がある。このうちのひとつの燃料を石炭に転換しようとする計画があるが、大気汚染を懸念する市民の反対を受けている。

## 文化・観光

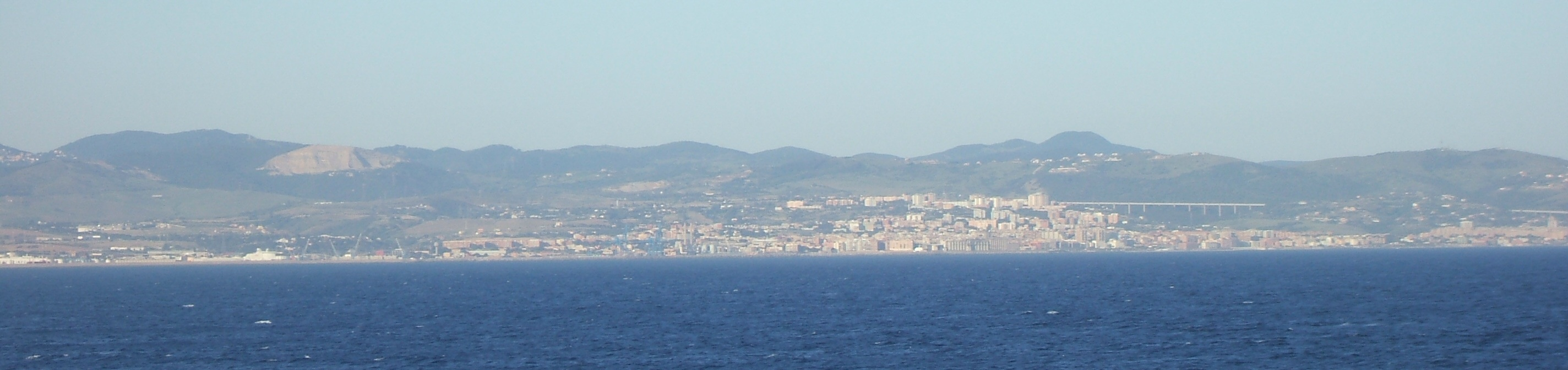
海から見たチヴィタヴェッキア

### 文化遺産

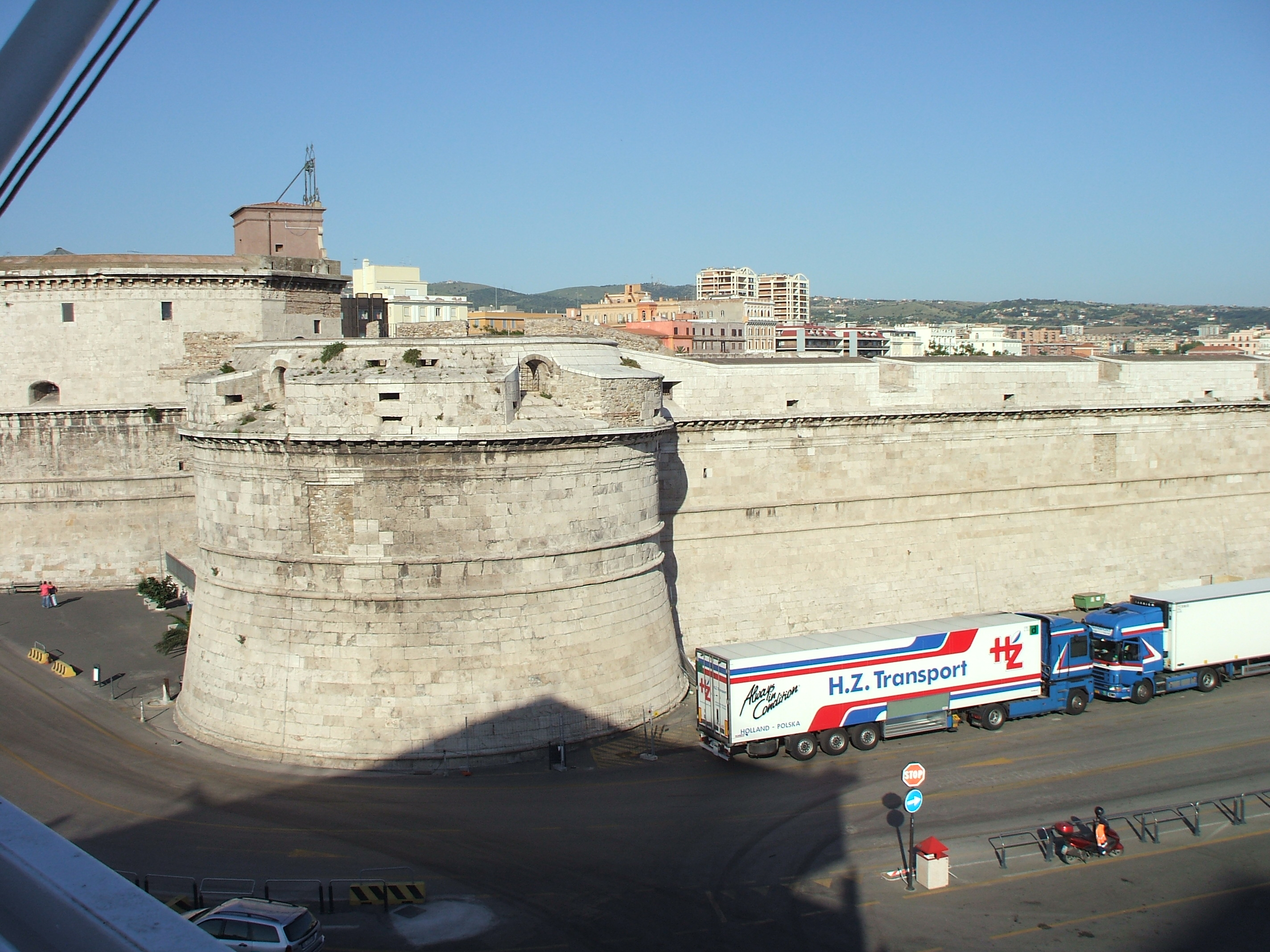
ミケランジェロ要塞

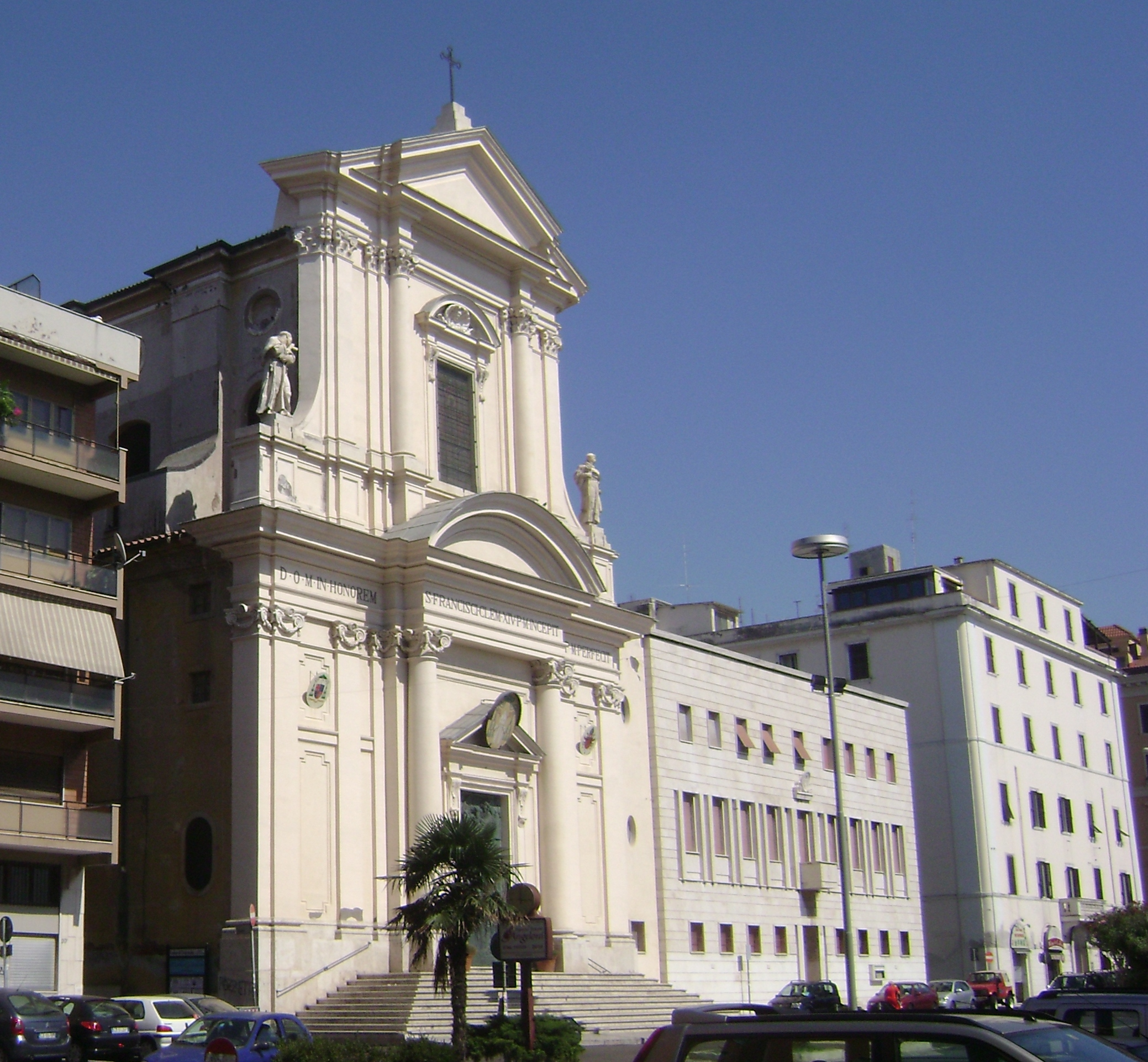
聖フランシスコ教会

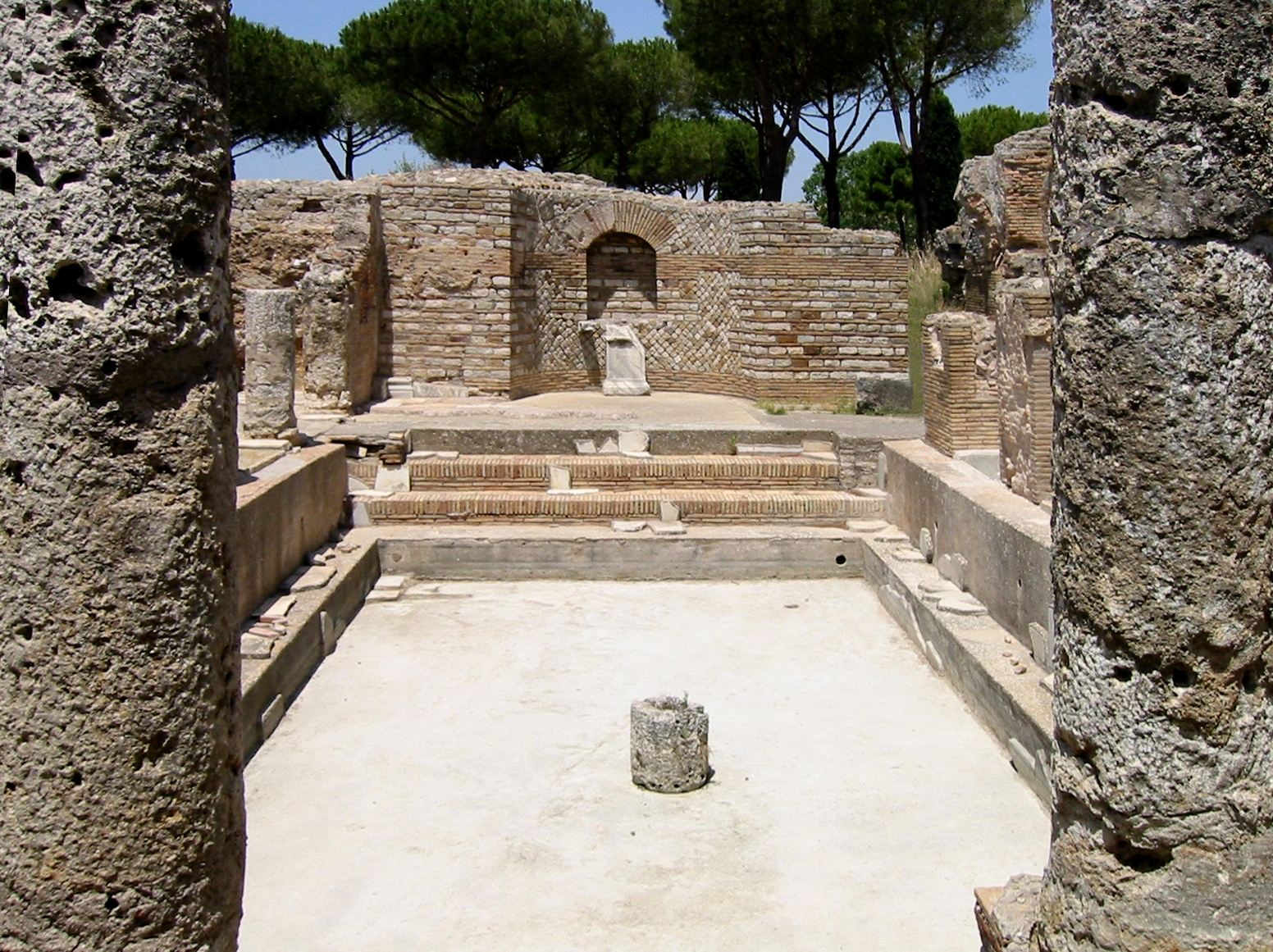
テルメ・タウリーネの浴場の遺跡

ミケランジェロ要塞  (it:Forte Michelangelo) 
港湾防衛のための要塞で、当初は教皇ユリウス2世によってドナト・ブラマンテに建設が委ねられ、1535年、パウルス3世のもとでアントニオ・ダ・サンガッロ・イル・ジョヴァネによって完成された。要塞の上部のマスキオ Maschio と呼ばれる塔はミケランジェロの設計によるもので、要塞全体の名となっている。この要塞はローマ帝国時代の建築物の上に建てられており、おそらくはローマ海軍の兵営であったと考えられている。
ロッカ
山城。15世紀、教皇シクストゥス5世によって再建された。
聖フランシスコ教会 (it:Cattedrale di San Francesco (Civitavecchia)) 
もともと存在していた小さな教会を改修する形で、1610年から建設が行われた。現在の外観は19世紀につくられたバロック・ネオクラシック様式である。
テルメ・タウリーネ (it:Terme Taurine) 
市の北部、Ficoncella に所在する温泉。ローマ時代の浴場の遺跡が残り、現在も市民に人気がある。
日本聖殉教者教会 Chiesa dei Santi Martiri Giapponesi
チヴィタヴェッキア駅にほど近い海沿いのヴィットリア通り（Viale della Vittoria）にある。同教会は第二次世界大戦で破壊されたが、1951年再建にあたり、内装を日本人宗教画家長谷川路可が担当し、内陣5面の日本聖殉教者殉教場面とエピソードのフレスコ壁画、内陣天井画として和装の聖母子像と聖人像、会堂両側の壁龕6面の聖画を6年がかりで独力で描き上げた。この功績により、1954年10月、長谷川路可はチヴィタヴェッキア市名誉市民に列せられている。また、帰国後の1960年、第8回菊池寛賞を受賞した。なお、長谷川路可は1967年、残された天井画の完成やイスラエルナザレの受胎告知教会に描く予定のモザイク『華の聖母子』制作の交渉でバチカンを訪れ、7月3日ローマで客死した。遺骸はチヴィタヴェッキアに運ばれ、7月7日、同教会でチヴィタヴェッキア市葬が執り行われ、数千名の市民が列席したという。
支倉常長像（北緯42度5分38.9秒 東経11度47分24.5秒 / 北緯42.094139度 東経11.790139度）
港にほど近いルイジ・カラマッタ広場（Piazza Luigi Calamatta）近くに所在する。石巻市との姉妹都市締結20年を記念し、1991年に建立された。

## 交通

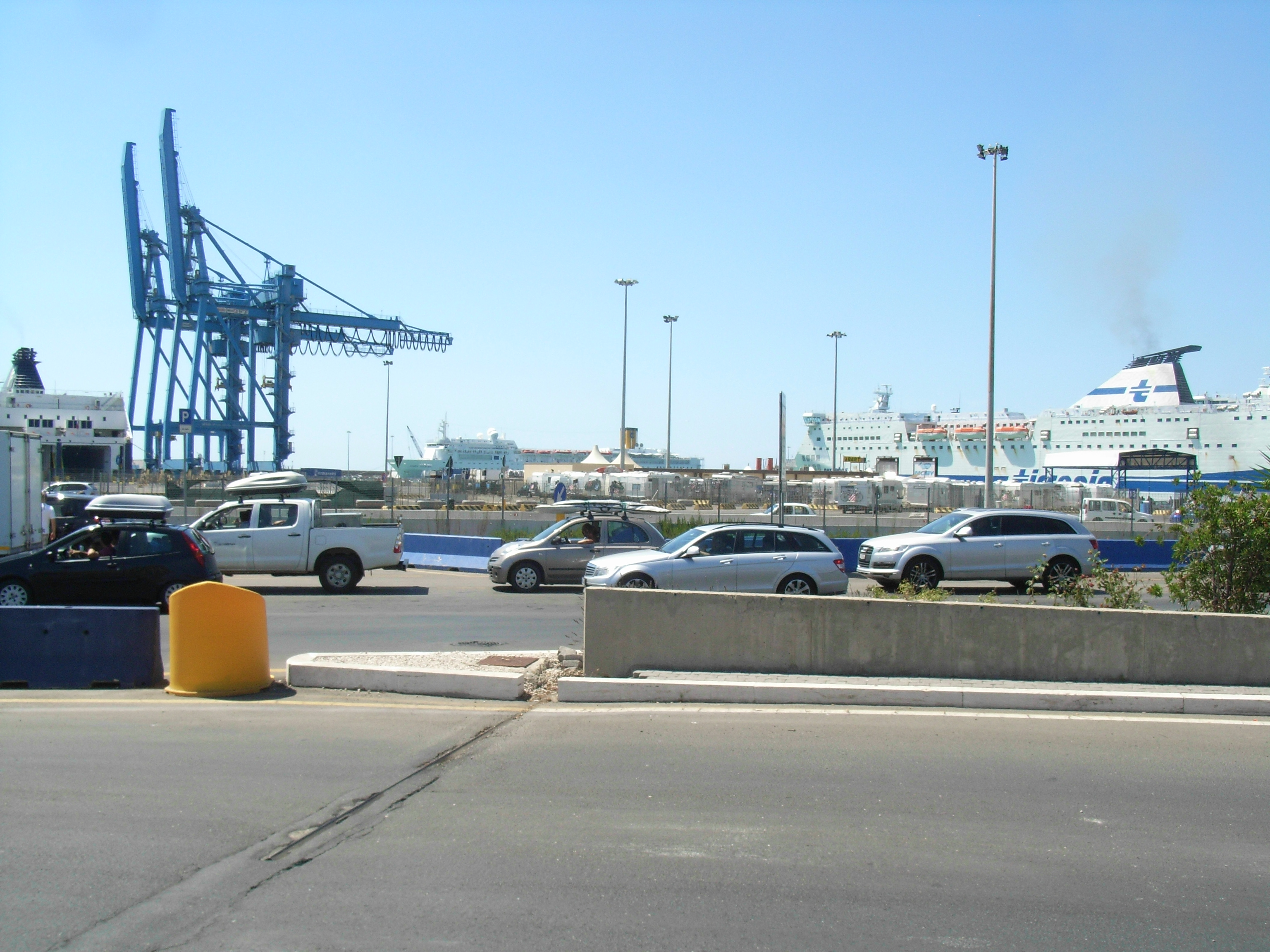
チヴィタヴェッキア港

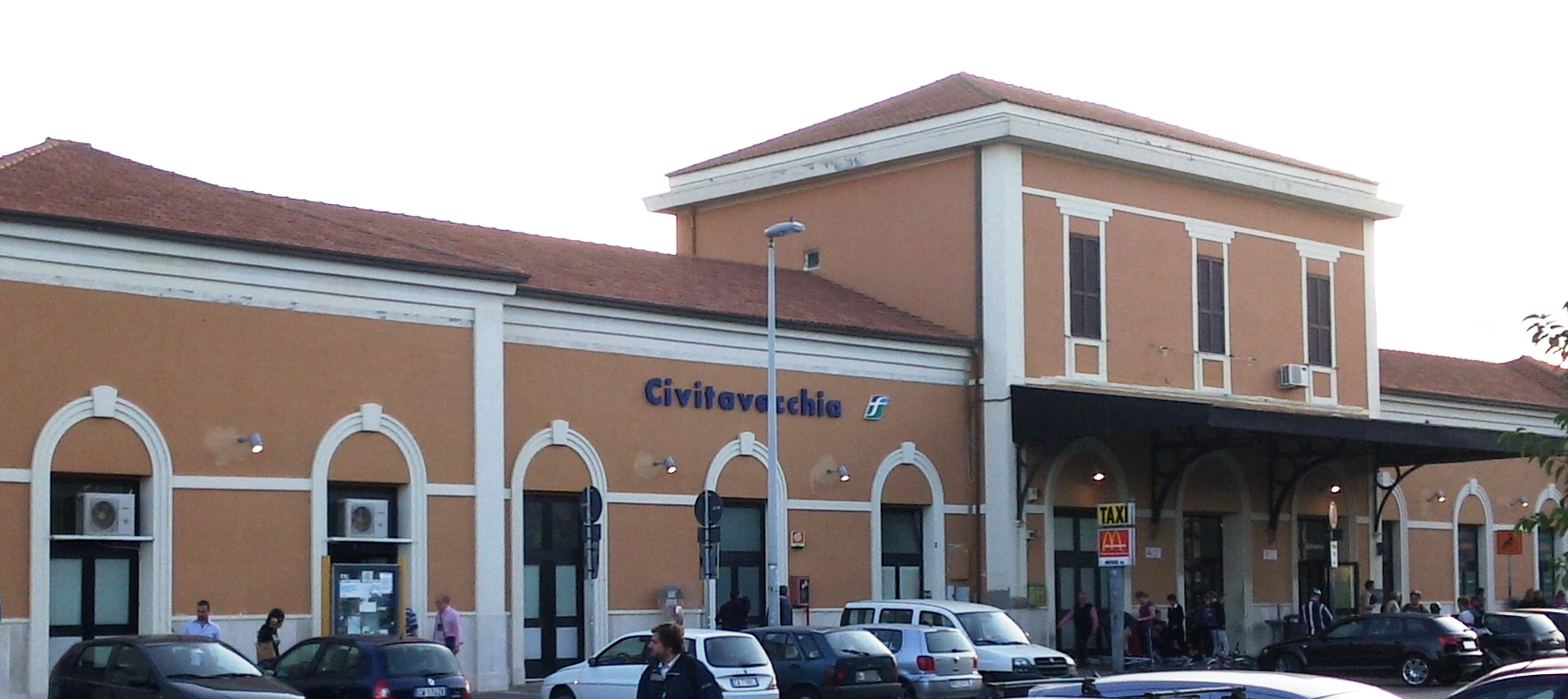
チヴィタヴェッキア駅

### 鉄道
- ピサ＝リヴォルノ＝ローマ線

チヴィタヴェッキア駅 (Stazione di Civitavecchia) 
教皇国家時代の1859年、イタリア最初の鉄道のひとつであるローマ＝チヴィタヴェッキア線が、ローマとを結んで建設された。現在のピサ＝リヴォルノ＝ローマ線の一部になっている。

### 道路
欧州自動車道路
- E25号線 (European route E25)  :
- E80号線 (European route E80)  :

高速道路
- A12 (it:Autostrada A12 (Italia))  :

国道
- SS1 (it:Strada statale 1 Via Aurelia)  :
- SS675 (it:Strada statale 675 Umbro-Laziale)  :

### 港湾
- チヴィタヴェッキア港 (it:Porto di Civitavecchia)

「ローマ港」Porto di Roma とも称される。中部イタリアとサルディニア島、シチリア島、マルタ島、チュニス、バルセロナなどを結ぶ主要航路の出発点である。多くのフェリーが発着するほか、地中海クルーズ船の拠点となっている。EUによる「海の高速道路」 (Motorways of the Sea) 構想において、拠点港の一つとされている。

## 姉妹都市

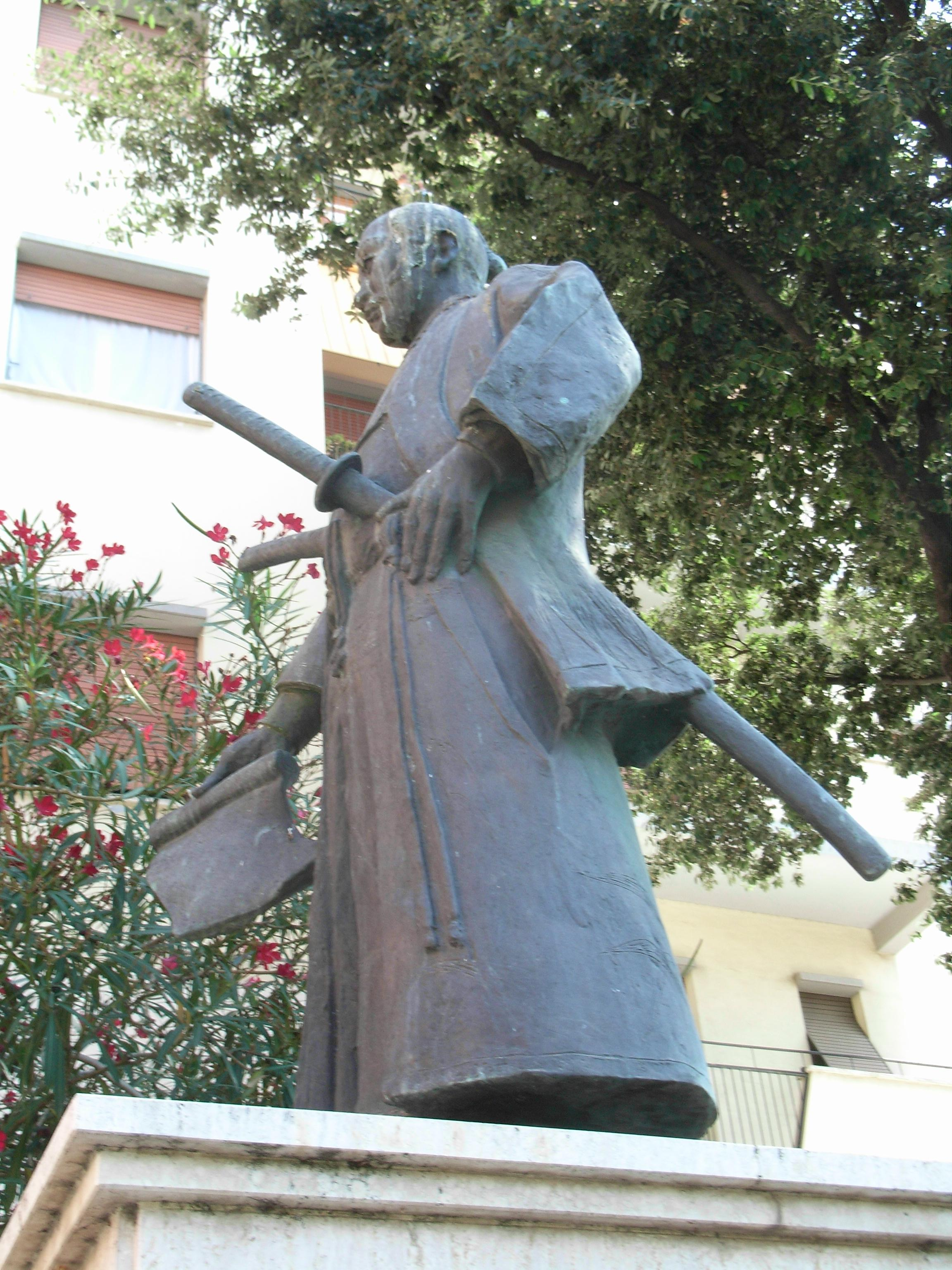
支倉常長像

- 石巻市（日本・宮城県）[10][11]
  - 1971年10月12日 姉妹都市締結

支倉常長ら慶長遣欧使節団の出発地・上陸地という縁による。日本・イタリア間の姉妹都市協定としては4番目に古い。支倉常長像は姉妹都市交流20周年を記念して建立された。
姉妹都市交流40周年を迎えた2011年10月11日、支倉常長像前で姉妹都市交流40周年記念式典が催された。式典に先立ち、同年3月11日に発生した東日本大震災の追悼ミサが日本聖殉教者教会で行われた。震災の影響で石巻市関係者の出席は叶わず、代わりに駐イタリア日本大使が一連の行事に出席している。
- ベツレヘム（パレスチナ）[10]
- アメーリア（イタリア・ウンブリア州）[10]
- 南通市（中華人民共和国江蘇省）[10]
- ティヴァト（モンテネグロ）
- マガス（ロシア）
- モービル（アメリカ合衆国）